# Кракаоани (Њамц)
Кракаоани (рум. Crăcăoani) насеље је у Румунији у округу Њамц у општини Кракаоани. Oпштина се налази на надморској висини од 512 m.

## Становништво
Према подацима из 2011. године у насељу је живело 2092 становника.